# Восьма Самбірська бригада УГА
Самбірська (8) Бригада УГА — підрозділ УГА, належала до Третього Корпусу УГА, сформована у червні 1919 року з частин Групи «Рудки», брала участь у всіх воєнних операціях цього корпусу.

## Командування бригади
Командиром спочатку був полковник Антін Кравс, начальником штабу Карл Шльоссер. З 17 січня 1919 року — отаман (майор) Карл Гофман (розстріляний більшовиками у квітні 1920 року в Одесі), шеф штабу — сотник Едвард Тавчер (помер від тифу 1920-го); командир 8 гарматного полку (3 батерії) — сотник Омелян Бранднер, у квітні 1920 командир Людвик Шмідт.
Куренями командували: поручник Антін Тарнавський, сотник Осип Станімір, сотник Данило Бізанц, поручник Микола Підгірний.
Капелан : Василь Опарівський.

## Історія бригади
На початку січня 1919 року УГА вкотре зазнала реорганізації. 8-а бригада складалася з чотирох куренів — куренів поручника Антіна Тарнавського (1-й), сотника Осипа Станіміра (2-й), сотника Данила Бізанца (3-й), поручника Миколи Підгірного (4-й). 1-й курінь 8-ї Самбірської бригади УГА сформувалий з бойових груп «Глибока», «Рудки», «Крукеничі» та «Хирів». Вона займала відтинок південного крила українсько-польського фронту від Комарного до Старого Самбора.
Командиром став полковник Антін Кравс, а начальником штабу — Карл Шльоссер. 17 січня 1919 р., після призначення підполковника Антіна Кравса командиром 3-го корпусу, 8-му Самбірську бригаду очолив Карл Гофман. Начальником штабу став сотник Едвард Гавчер.
Упродовж листопада 1918 — травня 1919 року 8 бригада отримала виконувала важливе завдання — перешкоджати комунікації противника на залізниці Перемишль — Львів, а також охороняти Дрогобицько-Бориславський нафтовий басейн і магістраль Стрий — Мукачево — Чоп, яка з'єднувала ЗУНР із Центральною Європою.
8 бригаді протистояла добре вишколена оперативна група «Схід» генерала Б. Роя, який ще в листопаді 1918 року здійснив переможний наступ на Львів. Після початку наступу Армії Галлера на Галичину 16 травня 1919 року 8-а бригада розпочав відступ до Самбора. Після захоплення поляками Самбора та Дрогобича 8 бригада що була в Рихтичах, відступили проти ночі на 18 травня на Слонсько, звідки зранку прибули до с. Михайловичів, згодом через німецьку колонію Бріґідав прибули на ночівлю до Нежухова.

## Структура та чисельність
Бойовий склад бригади: близько 2 000 осіб, 4 курені (+ 6 приданих груп); у ЧУГА бригаду перейменовано на 8-ий галицький стрілецький полк під командуванням сотника Шмідта.